# Бажена
Баже́на — женское славянское (древнерусское) имя.
Обозначает «желанная», «милая». Женская форма от мужского имени Бажен. От глагола бажать (страстно желать) или от прилагательного баженый (желанный).